# Bin Ladin Determined To Strike in US

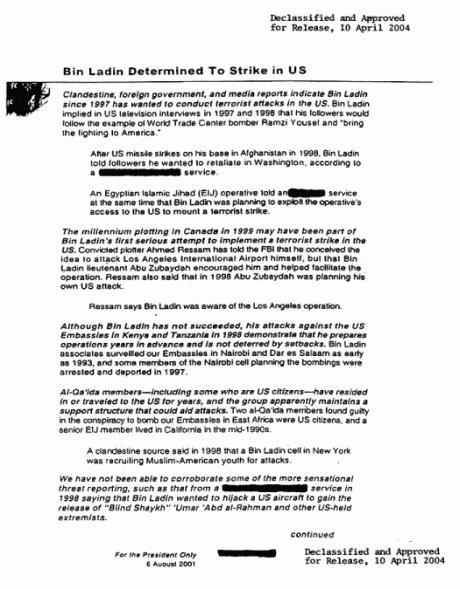
1re page du document.

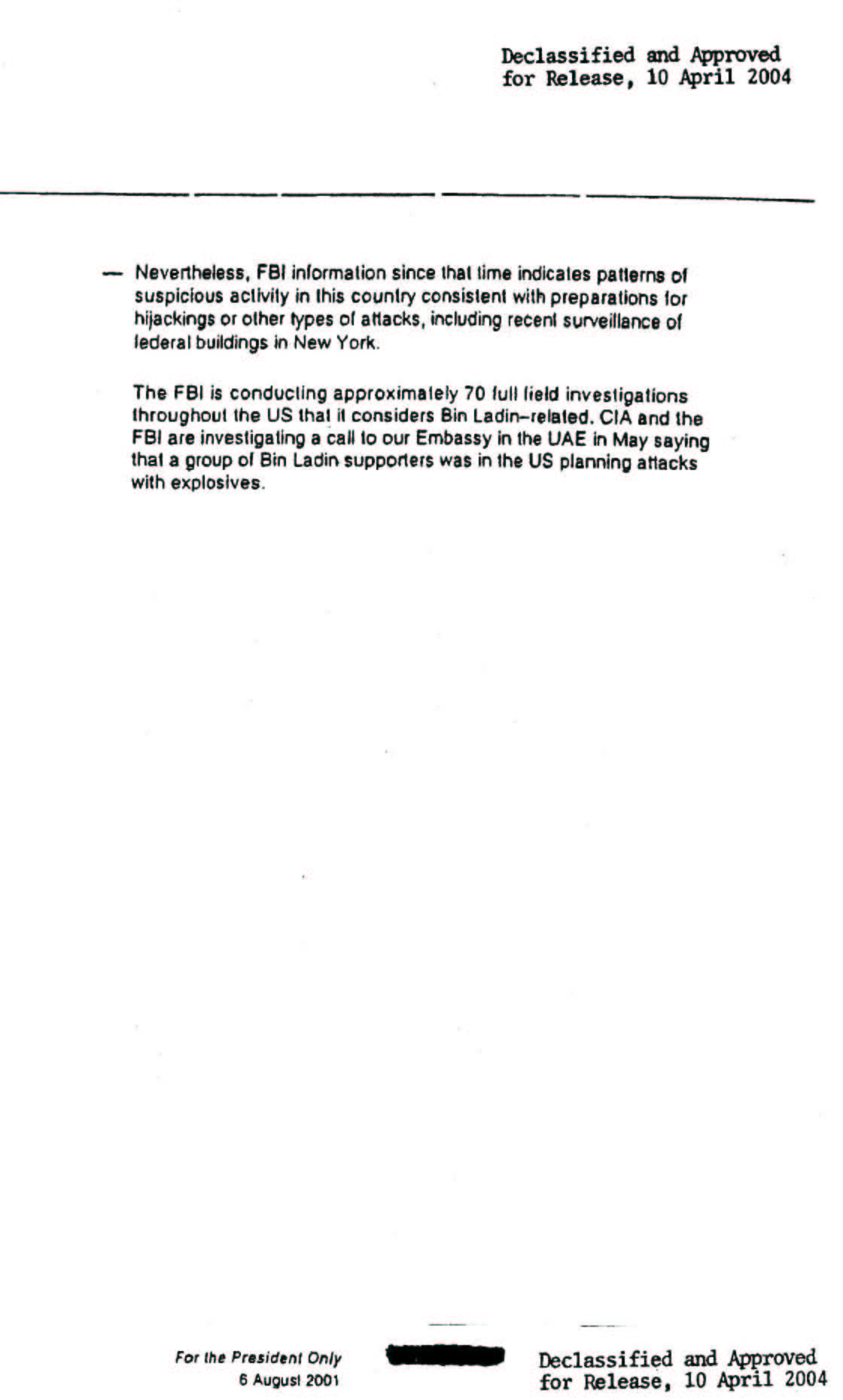
2e page du document.

Bin Ladin Determined To Strike in US (litt. « Ben Laden déterminé à frapper aux États-Unis ») était le President's Daily Brief du 6 août 2001, rédigé par la CIA et transmis à George W. Bush, alors président des États-Unis. Trente-six jours avant les attentats du 11 septembre 2001, ce document l'avertissait de menaces terroristes provenant d'Oussama ben Laden et de son organisation Al-Qaïda.

## President's Daily Brief(2001)
Le President's Daily Brief (PDB) est un document présenté chaque matin au président des États-Unis, contenant un résumé d'informations classifiées en lien avec la sécurité nationale, collectées par différentes agences de renseignement américaines.
Celui du 6 août 2001, intitulé Bin Ladin Determined To Strike in US, a été transmis par la CIA au président George W. Bush, qui était en vacances à Prairie Chapel, son ranch situé à Crawford au Texas.
Le mémo, en une page et demie et 17 phrases, fait référence à des attentats que l'organisation de Ben Laden a organisés par le passé :
- l'attaque à la voiture piégée contre le World Trade Center par Ramzi Yousef (1993) ;
- le projet d'attentat à la bombe contre l'aéroport international de Los Angeles (Millennium Plot (en)) par Ahmed Ressam (1999) ;
- les attaques contre les ambassades américaines au Kenya et en Tanzanie (1998).

## Fuite (2002)
L'existence de ce document est restée secrète jusqu'à ce qu'elle fuite en 2002. CBS Evening News a rendu compte de ce document le 15 mai et le Washington Post a fait sa une sur le sujet le 18 mai.

## Commission Kean (2004)
La commission Kean a demandé au président Bush la déclassification du document, mais celui-ci a dans un premier temps refusé. La commission a dû menacer de recourir à un subpoena, pour le faire céder. Le document fut donc déclassifié le 10 avril 2004 pour être communiqué à la commission, qui l'a publié dans son rapport final le 22 juillet 2004. Selon l'association National Security Archive, le président Bush est le premier président en fonction à avoir communiqué un de ses President's Daily Briefs au public.

## Prise en compte par l'administration Bush
Condoleezza Rice, qui était conseillère à la Sécurité nationale au moment du mémo et lors des attaques du 11 septembre 2001, a soutenu lors de son témoignage devant la commission Kean le 8 avril 2004, que contrairement à des affirmations répétées, le document n'avertissait pas le président d'une nouvelle menace spécifique à l'intérieur du pays, mais contenait seulement un rappel d'informations déjà connues et concernant d'autres parties du monde. Richard Ben-Veniste (en), qui l'interrogeait pour la commission, a néanmoins mis l'accent sur le titre lui-même du mémo, qui suggérait bien une attaque domestique. L'échange fut le suivant :

« BEN-VENISTE : N'est-ce pas un fait, Dr Rice, que le PDB du 6 août alertait de possibles attaques dans ce pays ? Et je vous demande si vous vous souvenez du titre de ce PDB. [...]

RICE : Vous avez dit, n'alertait-il pas d'attaques ? Il n'alertait pas d'attaques à l'intérieur des États-Unis. Il s'agissait d'informations historiques basées sur d'anciens rapports. Il n'y avait pas d'information sur une nouvelle menace. Et il n'alertait pas, en fait, d'une future attaque à l'intérieur des États-Unis. »

Par la suite, lors d'une conférence de presse le 13 avril 2004, le président Bush a déclaré à propos de ce document :

« Si j'avais eu la moindre idée que ces personnes allaient faire s'écraser des avions dans des bâtiments, nous aurions remué ciel et terre pour sauver le pays. »

## Censure
David Naccache, responsable du département de recherche en sécurité chez Gemplus, et Claire Whelan, étudiante en informatique à l'Université de la ville de Dublin, ont analysé un passage censuré dans le document :
« An Egyptian Islamic Jihad (EIJ) operative told an [censuré] service at the same time that Bin Ladin was planning to exploit the operative's access to the US to mount a terrorist strike »
et ont présenté le résultat de leurs recherches en mai 2004 à Eurocrypt (en), une conférence de cryptologues, qui se tenait à Interlaken en Suisse. Ils ont déterminé avec un haut degré de confiance que le mot censuré dans la phrase était « Egyptian ».